# 13. Międzynarodowy Festiwal Filmowy w Wenecji
13. Międzynarodowy Festiwal Filmowy w Wenecji odbył się w dniach 20 sierpnia – 12 września 1952 roku.
Jury pod przewodnictwem włoskiego krytyka filmowego Mario Gromo przyznało nagrodę główną festiwalu, Złotego Lwa, francuskiemu filmowi Zakazane zabawy w reżyserii René Clémenta. Drugą nagrodę w konkursie głównym, Nagrodę Specjalną Jury, przyznano brytyjskiemu filmowi Zagubione dzieciństwo w reżyserii Alexandra Mackendricka.

## Członkowie jury

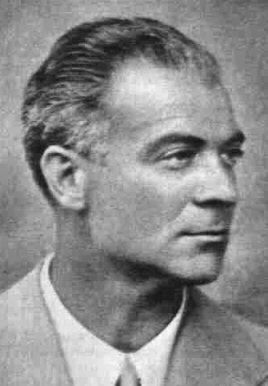
Przewodniczący jury konkursu głównego Mario Gromo

### Konkurs główny
- Mario Gromo, włoski krytyk filmowy − przewodniczący jury[2]
- Sandro De Feo, włoski scenarzysta
- Enrico Falqui, włoski pisarz
- Pericle Fazzini, włoski malarz i rzeźbiarz
- Enzo Masetti, włoski kompozytor
- Luigi Rognoni, włoski krytyk muzyczny
- Filippo Sacchi, włoski krytyk filmowy
- Carlo Trabucco, włoski pisarz
- Giuseppe Ungaretti, włoski pisarz